# Vela nos Jogos Olímpicos de Verão de 2024 - Laser Radial
A classe Laser Radial (ou ILCA 6) da vela nos Jogos Olímpicos de Verão de 2024 foi disputada entre 1 e 7 de agosto na Marina de Marselha. Um total de 43 velejadoras, cada uma representando um Comitê Olímpico Nacional (CON), participaram do evento.

## Formato
A prova foi composta por nove regatas preliminares e uma de decisão das medalhas (Medal Race). A posição em cada regata se traduz em pontos (os primeiros colocados somam um ponto na classificação, enquanto os décimos, por exemplo, somam 10 pontos), que são acumulados de regata a regata para obter a classificação. Apenas as dez menores pontuações ao fim das nove primeiras regatas avançaram para a Medal Race, na qual os pontos obtidos juntam-se aos já acumulados. Cada barco deve excluir uma regata para sua pontuação total, com exceção da Medal Race que não pode ser excluída e sua pontuação conta em dobro.

## Calendário
| Data →       | Quinta 1 ago | Sexta 2 ago   | Sábado 3 ago  | Domingo 4 ago | Segunda 5 ago | Terça 6 ago | Quarta 7 ago |
| ------------ | ------------ | ------------- | ------------- | ------------- | ------------- | ----------- | ------------ |
| Laser Radial | Regata 1     | Regatas 2 e 3 | Regatas 4 a 6 | Regatas 7 e 8 | Regata 9      | Adiado      | Medal Race   |

## Medalhistas
| Ouro   | NED Marit Bouwmeester |
| Prata  | DEN Anne-Marie Rindom |
| Bronze | NOR Line Flem Høst    |

## Resultados
Estes foram os resultados após as nove regatas e a regata da medalha.
| Pos.              | Velejadores            | CON                | Regata   | Regata | Regata | Regata | Regata | Regata | Regata | Regata | Regata | Regata | Pontos | Pontos |
| Pos.              | Velejadores            | CON                | 1        | 2      | 3      | 4      | 5      | 6      | 7      | 8      | 9      | MR     | Tot.   | Net    |
| ----------------- | ---------------------- | ------------------ | -------- | ------ | ------ | ------ | ------ | ------ | ------ | ------ | ------ | ------ | ------ | ------ |
| Medalha de ouro   | Marit Bouwmeester      | NED Países Baixos  | 4        | 1      | 2      | 4      | 2      | 3      | 3      | 11     | 20     | 8      | 58     | 38     |
| Medalha de prata  | Anne-Marie Rindom      | DEN Dinamarca      | 7        | 26     | 7      | 2      | 8      | 4      | 15     | 4      | 4      | 10     | 87     | 61     |
| Medalha de bronze | Line Flem Høst         | NOR Noruega        | 11       | 3      | 19     | 19     | 7      | 2      | 12     | 14     | 3      | 4      | 94     | 75     |
| 4                 | Maud Jayet             | SUI Suíça          | 16       | 4      | 3      | 8      | 13     | 17     | 7      | 8      | 23     | 14     | 113    | 90     |
| 5                 | Chiara Benini Floriani | ITA Itália         | 3        | 7      | 25     | 10     | 18     | 10     | 11     | 5      | 38     | 2      | 129    | 91     |
| 6                 | Elena Vorobeva         | CRO Croácia        | 5        | 18     | 40     | 16     | 3      | 12     | 4      | 13     | 8      | 18     | 137    | 97     |
| 7                 | Emma Plasschaert       | BEL Bélgica        | 25       | 10     | 11     | 6      | 9      | 16     | 8      | 7      | 16     | 16     | 124    | 99     |
| 8                 | Sarah Douglas          | CAN Canadá         | 23       | 13     | 13     | 12     | 17     | 8      | 13     | 9      | 14     | 6      | 128    | 105    |
| 9                 | Erika Reineke          | USA Estados Unidos | 13       | 25     | 18     | 3      | 4      | 7      | 44 BFD | 2      | 26     | 12     | 154    | 110    |
| 10                | Louise Cervera         | FRA França         | 1        | 24     | 4      | 18     | 5      | 22     | 18     | 3      | 22     | 20     | 137    | 113    |
| 11                | Lucía Falasca          | ARG Argentina      | 35       | 11     | 14     | 33     | 11     | 5      | 10     | 16     | 2      | –      | 137    | 102    |
| 12                | Hannah Snellgrove      | GBR Grã-Bretanha   | 17       | 20     | 6      | 1      | 1      | 14     | 20     | 29     | 32     | –      | 140    | 108    |
| 13                | Eve McMahon            | IRL Irlanda        | 8        | 21     | 16     | 22     | 34     | 13     | 6      | 15     | 7      | –      | 142    | 108    |
| 14                | Mária Érdi             | HUN Hungria        | 20       | 19     | 33     | 14     | 25     | 24     | 14     | 1      | 1      | –      | 151    | 118    |
| 15                | Agata Barwinska        | POL Polônia        | 34       | 12     | 30     | 20     | 6      | 19     | 2      | 20     | 11     | –      | 154    | 120    |
| 16                | Monika Mikkola         | FIN Finlândia      | 18       | 2      | 5      | 13     | 30     | 29     | 44 BFD | 18     | 12     | –      | 171    | 127    |
| 17                | Josefin Olsson         | SWE Suécia         | 36       | 23     | 28     | 9      | 12     | 1      | 5      | 19     | 31     | –      | 164    | 128    |
| 18                | Ecem Güzel             | TUR Turquia        | 9        | 22     | 24     | 21     | 22     | 9      | 1      | 32     | 21     | –      | 161    | 129    |
| 19                | Gu Min                 | CHN China          | 2        | 8      | 8      | 37     | 19     | 31     | 28     | 25     | 13     | –      | 171    | 134    |
| 20                | Zoe Thomson            | AUS Austrália      | 12       | 37     | 22     | 11     | 16     | 6      | 19     | 35     | 15     | –      | 173    | 136    |
| 21                | Nethra Kumanan         | IND Índia          | 6        | 15     | 27     | 28     | 28     | 20     | 21     | 31     | 10     | –      | 186    | 155    |
| 22                | Dolores Moreira        | URU Uruguai        | 24       | 27     | 9      | 25     | 10     | 28     | 9      | 28     | 25     | –      | 185    | 157    |
| 23                | Ebru Bolat             | ROU Romênia        | 28       | 16     | 32     | 5      | 14     | 21     | 24     | 26     | 24     | –      | 190    | 158    |
| 24                | Shay Kakon             | ISR Israel         | 22       | 33     | 12     | 7      | 31     | 34     | 25     | 10     | 18     | –      | 192    | 158    |
| 25                | Julia Buessellberg     | GER Alemanha       | 10       | 14     | 10     | 27     | 24     | 27     | 23     | 33     | 27     | –      | 195    | 162    |
| 26                | Elena Oetling          | MEX México         | 27       | 31     | 17     | 30     | 27     | 25     | 16     | 24     | 5      | –      | 202    | 171    |
| 27                | Sophia Montgomery      | THA Tailândia      | 26       | 29     | 35     | 23     | 21     | 15     | 44 BFD | 6      | 34     | –      | 233    | 189    |
| 28                | Lin Pletikos           | SLO Eslovênia      | 31       | 9      | 38     | 17     | 37     | 35     | 22     | 22     | 17     | –      | 228    | 190    |
| 29                | Ana Moncada            | ESP Espanha        | 30       | 39     | 1      | 24     | 29     | 36     | 44 BFD | 23     | 9      | –      | 235    | 191    |
| 30                | Marilena Makri         | CYP Chipre         | 32       | 17     | 29     | 31     | 26     | 26     | 30     | 17     | 19     | –      | 227    | 195    |
| 31                | Viktorija Andrulytė    | LTU Lituânia       | 40.2 DPI | 5      | 36     | 26     | 32     | 33     | 31     | 27     | 6      | –      | 236.2  | 196    |
| 32                | Florencia Chiarella    | PER Peru           | 29       | 30     | 21     | 32     | 35     | 11     | 26     | 12     | 39     | –      | 235    | 196    |
| 33                | Gabriella Kidd         | BRA Brasil         | 15       | 6      | 15     | 34     | 23     | 30     | 44 BFD | 34     | 41     | –      | 242    | 198    |
| 34                | Greta Pilkington       | NZL Nova Zelândia  | 21       | 34     | 41     | 15     | 33     | 18     | 17     | 21     | 40     | –      | 240    | 199    |
| 35                | Nur Shazrin Mohd Latif | MAS Malásia        | 19       | 38     | 23     | 29     | 20     | 32     | 29     | 30     | 33     | –      | 253    | 215    |
| 36                | Adriana Penruddocke    | BER Bermudas       | 14       | 35     | 26     | 35     | 15     | 23     | 44 BFD | 36     | 42     | –      | 270    | 226    |
| 37                | Sophia Morgan          | FIJ Fiji           | 33       | 28     | 20     | 38     | 40     | 38     | 33     | 38     | 29     | –      | 297    | 257    |
| 38                | María José Poncell     | CHI Chile          | 37       | 42     | 37     | 36     | 39     | 37     | 27     | 37     | 28     | –      | 320    | 278    |
| 39                | Khouloud Mansy         | EGY Egito          | 40       | 36     | 31     | 39     | 41     | 41     | 35     | 40     | 36     | –      | 339    | 298    |
| 40                | Deizy Nhaquile         | MOZ Moçambique     | 39       | 32     | 34     | 42     | 42     | 42     | 36     | 41     | 35     | –      | 343    | 301    |
| 41                | Charlotte Webster      | CAY Ilhas Cayman   | 41       | 40     | 39     | 41     | 36     | 40     | 32     | 43     | 37     | –      | 349    | 306    |
| 42                | Ameena Shah            | KUW Kuwait         | 43       | 43     | 42     | 43     | 43     | 43     | 34     | 42     | 30     | –      | 363    | 320    |
| 43                | Vaimooia Ripley        | SAM Samoa          | 42       | 41     | 43     | 40     | 38     | 39     | 44 BFD | 39     | 43     | –      | 369    | 325    |

Legenda
| - DPI = Penalidade discricionária imposta; | - BFD = Desclassificação por bandeira preta. |